# Sandy Island Beach State Park

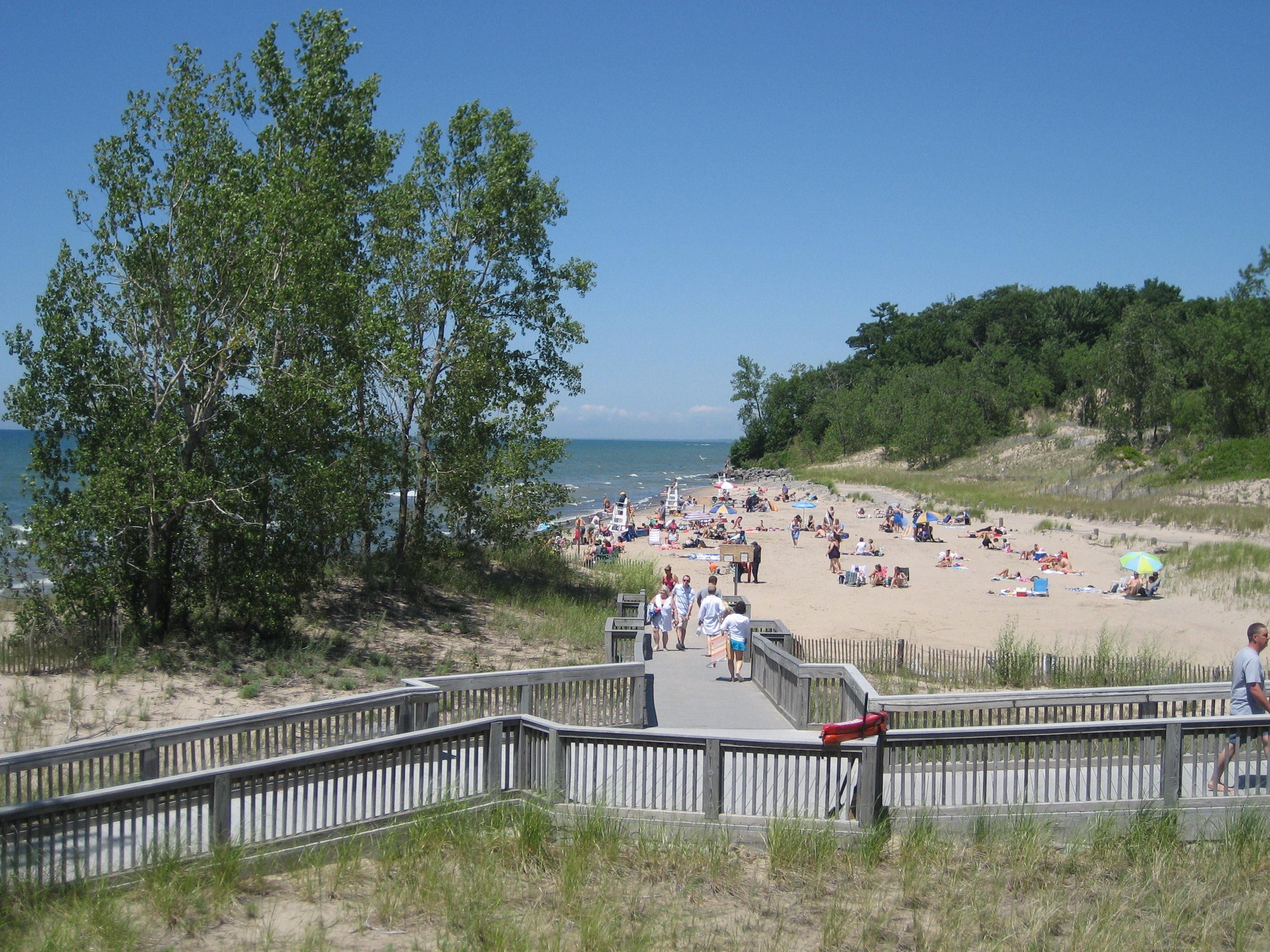
Hauptstrand von Sandy Beach im Juli. Im Hintergrund der Lake Ontario.

Sandy Island Beach State Park ist ein State Park im US-Bundesstaat New York am Ostufer des Lake Ontario. Seine Besonderheit ist ein 460 m (1500 ft) langer Abschnitt eines natürlichen Sandstrands. Der Park liegt im südlichen Teil einer 27 km (17 mi) langen Sandküste mit Dünen und Feuchtgebieten (the Eastern Lake Ontario Dunes and Wetlands); eine wissenschaftliche Publikation von 1959 formuliert: „Das Ostende des Lake Ontario beherbergt nicht nur die feinsten Strände am ganzen See, sondern bilden auch den feinsten Lebensraum für Tiere.“

## Geographie
Das Parkgebiet umfasst hauptsächlich Gebiete einer Nehrung, die ehemalige Buchten am Ostende des Lake Ontario vom Seekörper trennt. Im Laufe der Zeit haben sich so North Sandy Pond und South Pond gebildet. Der Zugang zum Park liegt an der Stelle, wo eine ehemalige Halbinsel die beiden Ponds trennt. Von Pulaski führen kleine Straßen nach Westen zu den Ponds und ans heutige Seeufer. Von diesem Parkeingang erstreckt sich der Sandy Pond Beach nach Norden bis zum Auslass des North Sandy Point in den See. zahlreiche weitere Küstenabschnitte sind geschützt, so das Lakeview Wildlife Management Area im Norden, an welches unmittelbar der Southwick Beach State Park anschließt und nach Süden das Deer Creek Marsh Wildlife Management Area und der Selkirk Shores State Park.
Im Park gibt es mehrere Strände mit Schwimmgelegenheiten und Lifeguards in der Hauptsaison. Umkleidekabinen, Toiletten und ein Kiosk gehören dazu. Im Sommer wird eine Parkgebühr erhoben. Jährlich kommen durchschnittlich ca. 30.000 Besucher.
Sandy Creek, Blind Creek, Mud Creek, Lindsey Creek und Skinner Creek bilden die Hauptzuflüsse zu den Ponds. Im Norden von North Sandy Point bildet Carl Island einen Abschluss des Parks.

## Geschichte
Vor 2011 umfasste das Gelände nur 13 acre (5,3 ha). Die anschließenden 120 acre (48,56 ha) des Sandy Island Beach Unique Area waren Schutzgebiet des New York State Department of Environmental Conservation. Das „Unique Area“ umfasste auch mehrere Acres Land in der Nähe des Parks sowie den größten Teil des Südendes von North Sandy Pond. 2011 wurden Administration und Eigentümerschaft von Sandy Island Beach Unique Area und Sandy Pond Beach Unique Area an das New York State Office of Parks, Recreation and Historic Preservation übertragen und so der heutige Sandy Island Beach State Park geschaffen. 2014 umfasst der Park 229 acre (93 ha) in der Gemeinde Town of Richland (Pulaski) in Oswego County.

### „The hottest spot on the shoreline“
In den 1950er Jahren wurde Sandy Island Beach als privates Beach Resort von LeGrande und Eva Smith betrieben. Das Resort wurde ein beliebtes Ausflugsziel. Jack Major schrieb: „Overnight, Sandy Pond Beach – renamed Sandy Island Beach – became the place to go“ (Über Nacht wurde Sandy Pond Beach – umbenannt in Sandy Island Beach – zu einem Muss als Ausgeh-Ort.) Ed Wyroba erinnert sich, dass es sich im Verlauf der 1960er Jahre zum „hottest Spot“ an der Küste entwickelte. Nach LeGrande Smiths Tod 1966 verlor das Resort an Attraktivität. Es wurde in den 1970er Jahren geschlossen. Die Gegend verfiel, woraufhin 1976 eine öffentliche Diskussion geführt wurde, ob Oswego County das Land erwerben solle. 1980 wurde ein Teilstück mit 450 acre (180 ha) von Ed Wyroba und Dyke Riggs erworben. Sie eröffneten das Resort 1981 neu und führten es bis 1991. 1999 setzte sich The Nature Conservancy ein um das Anwesen zu schützen. In Partnerschaft mit dem Oswego County und dem State of New York, erwarb das Central & Western New York Chapter der Nature Conservancy die verbleibenden 133 acre (54 ha) von den Erben von Riggs. Die Conservancy übergab dann 13 acre (5,3 ha) am Strand an Oswego County als Park; 120 acre (49 ha) wurden vom New York State von der Conservancy erworben für das Unique Area. Oswego County führte das Beach Resort mehrere Jahre lang und baute ein neues Bathhouse, Picknick-Pavillons und einen Bohlenweg. 2005 wurde der County Park an das New York State Park System angegliedert, der es verwaltet.

### „The dune is moving“
Nördlich und südlich von Sandy Island Beach bilden sich hohe Dünen, die bis zu 15 m (50 ft) über den Wasserspiegel des Lake Ontario aufragen. Dort wachsen sogar Hardwood-Arten wie Roteiche (Quercus rubra, red oak) und Rot-Ahorn (Acer rubrum, red maple). Die bewaldeten High Dunes sind charakteristisch für die Küste des östlichen Lake Ontario. Bis zu 400 Jahre dauert es, bis ein Hardwood Forest auf einer neuen Düne aufwächst.
Diese Dünen unterliegen jedoch auch schnellen Veränderungen, wie man am Beispiel der wohl größten Düne in dem Gebiet erkennen kann. Jack Major schrieb: „For many years the most popular spot on the beach was an open-faced sandhill that overlooked North Pond.“ (Lange Jahre war der beliebteste Punkt am Strand ein Sandhügel der sich zum See hin öffnete). Die topographische Karte von 1958 (siehe die Abbildung und die Anmerkung „lost sandhill“) zeigt, dass diese Düne mindestens 15 m über den Wasserspiegel aufragte. Eine lokale Zeitung berichtete jedoch 1981, dass eine „monster dune“ sich auf Sandy Pond zubewegt. Der Sandhügel, der von Major beschrieben wurde, ist seither viel niedriger geworden und nur noch eine „low dune“.
Offenbar wurde in den 1970er Jahren die stabilisierende Vegetation, hauptsächlich aus Beachgrass (Ammophila breviligulata) und Kanadischer Schwarz-Pappel (Populus deltoides, cottonwood trees), durch starke menschliche Nutzung zerstört. 1982 schreibt Dyke Riggs: „Lagerfeuer, die durch Bäume vom Strand befeuert wurden und Dünen-Buggies, Trucks und dreirädrige Motorräder, die herumdüsten, zerstörten den Bewuchs, der den Sand festhielt.“ (Bonfires fueled by trees on the beach and dune buggies, trucks and three-wheeled motorcycles careening around destroyed growth that holds the sand.)
Seit 2000 wurde die Düne von Sandy Island Beach durch ein Programm des New York State teilweise wieder aufgebaut und mit „Beachgrass“ (Strandhafer) neu bepflanzt. Im nahegelegenen Sandy Pond Beach Unique Area, ca. 1,6–3 km nördlich von Sandy Island Beach, hat die Wiederbepflanzung zu einem neuen Wachstum der Dünen geführt. Trotz dieses Erfolgs ist eine Rückkehr zur ursprünglichen, natürlichem Höhe der High Dunes unwahrscheinlich. Robert Davis und Sandra Bonanno schreiben, dass die „Bedingungen für eine Entstehung von High Dunes nicht mehr bestehen – wenigstens die Hälfte der High Dunes an Sandy Point sind seit der Zeit der französischen Händler verschwunden.“ („Conditions no longer exist for the maintenance of high dunes – at least half of the high dunes at Sandy Pond have been reworked into low dunes since the time of the French traders.“) Die High Dunes des östlichen Lake Ontario sind offenbar Relikte aus der Zeit, als der Wasserspiees Sees ca. 10 m tiefer lag als heute. In dieser Zeit waren die heutigen Ponds Flussmündungen. in der damaligen Kaltzeit wurde viel Flugsand herangetragen, der das Wachstum der Dünen ermöglichte. Die heutige Menge an Sand erlaubt kein solch ausgeprägtes Dünenwachstum mehr.